# Tradescantiinae
Tradescantiinae es una subtribu de plantas con flores de la familia Commelinaceae. El género tipo es: Tradescantia L. Contiene los siguientes géneros

## Géneros
- Aploleia Raf. = Callisia Loefl.
- Callisia Loefl.
- Campelia Rich. = Tradescantia L.
- Cuthbertia Small = Callisia Loefl.
- Cymbispatha Pichon = Tradescantia L.
- Descantaria Schltdl. = Tripogandra Raf.
- Donnellia C. B. Clarke ex Donn. Sm. = Tripogandra Raf.
- Elasis D. R. Hunt
- Gibasis Raf.
- Hadrodemas H. E. Moore = Callisia Loefl.
- Hapalanthus Jacq. = Callisia Loefl.
- Leiandra Raf. = Callisia Loefl.
- Leptocallisia (Benth.) Pichon = Callisia Loefl.
- Leptorhoeo C. B. Clarke = Callisia Loefl.
- Mandonia Hassk. = Tradescantia L.
- Neodonnellia Rose = Tripogandra Raf.
- Neomandonia Hutch. = Tradescantia L.
- Neotreleasea Rose = Tradescantia L.
- Phyodina Raf. = Callisia Loefl.
- Rectanthera O. Deg. = Callisia Loefl.
- Rhoeo Hance = Tradescantia L.
- Separotheca Waterf. = Tradescantia L.
- Setcreasea K. Schum. & Syd. = Tradescantia L.
- Spironema Lindl. = Callisia Loefl.
- Tradescantella Small = Callisia Loefl.
- Tradescantia L.
- Treleasea Rose = Tradescantia L.
- Tripogandra Raf.
- Zebrina Schnizl. = Tradescantia L.